# 着信××
着信××（ちゃくしんちょめちょめ）は、テレビ東京系列で放送された深夜バラエティ番組。放映期間は2005年9月30日。

## MC
- 筧利夫
- 吉岡美穂
- 森本智子(テレビ東京アナウンサー)

## 出演
- アンジャッシュ
- 次長課長
- 笑い飯
- ライセンス
- ホリ
- ダイノジ
- モリマン
- 森下千里

ナレーター
- 佐藤アサト

ほか

## 企画
- 目覚ましに、授業中に、通勤中に、仕事中に、デート中に、合コン中に鳴り響く超プレミアムな着音を作る“着音バラエティ”と題したバラエティー番組。
- 超プレミアムな着音を追い求めるハンター、通称“着×(ちゃくちょめ)ハンター”たちが、時には命を賭け、時には悪魔に魂を売り、時にはターゲットをだまし、フェチ＆オリジナルな“あの音”を手に入れるべく奔走。そして自らがゲットした着音をスタジオでプレゼンする。